# Jan Gorenc
Jan Gorenc (Brežice, 26 luglio 1999) è un calciatore sloveno, difensore dell'Olimpia Lubiana.

## Caratteristiche tecniche
È un difensore centrale.

## Carriera

### Club
Cresciuto nel settore giovanile del Krško, debutta in prima squadra il 26 novembre 2016 in occasione dell'incontro di 1. SNL perso 4-0 contro il Maribor. Nel 2018 si trasferisce nell'Olimpia Lubiana, dove tuttavia scende in campo in poche occasioni; nel gennaio 2020 viene ceduto a titolo definitivo al NŠ Mura.

### Nazionale
Ha giocato nella nazionale slovena Under-19.
Nel 2021 viene convocato dalla nazionale Under-21 per il campionato europeo di categoria, dove però non gioca alcun incontro.

## Statistiche
Statistiche aggiornate al 29 luglio 2021.

### Presenze e reti nei club
| Stagione        | Squadra         | Campionato      | Campionato | Campionato | Coppe nazionali | Coppe nazionali | Coppe nazionali | Coppe continentali | Coppe continentali | Coppe continentali | Altre coppe | Altre coppe | Altre coppe | Totale | Totale | Totale |
| Stagione        | Squadra         | Comp            | Pres       | Reti       | Comp            | Pres            | Reti            | Comp               | Pres               | Reti               | Comp        | Pres        | Reti        | Pres   | Reti   |        |
| --------------- | --------------- | --------------- | ---------- | ---------- | --------------- | --------------- | --------------- | ------------------ | ------------------ | ------------------ | ----------- | ----------- | ----------- | ------ | ------ | ------ |
| 2016-2017       | Krško           | 1.SNL           | 14         | 0          | CS              | 0               | 0               |                    | -                  | -                  |             | -           | -           | 14     | 0      |        |
| 2017-2018       | Krško           | 1.SNL           | 21         | 1          | CS              | 0               | 0               |                    | -                  | -                  |             | -           | -           | 21     | 1      |        |
| 2018-2019       | Olimpia Lubiana | 1.SNL           | 0          | 0          | CS              | 2               | 0               |                    | -                  | -                  |             | -           | -           | 2      | 0      |        |
| 2019-gen. 2020  | Olimpia Lubiana | 1.SNL           | 2          | 0          | CS              | 0               | 0               |                    | -                  | -                  |             | -           | -           | 2      | 0      |        |
| gen.-giu. 2020  | NŠ Mura         | 1.SNL           | 12         | 1          | CS              | 2               | 0               |                    | -                  | -                  |             | -           | -           | 14     | 1      |        |
| 2020-2021       | NŠ Mura         | 1.SNL           | 28         | 3          | CS              | 1               | 0               | UEL                | 3                  | 1                  |             | -           | -           | 32     | 4      |        |
| 2021-2022       | NŠ Mura         | 1.SNL           | 25         | 3          | CS              | 1               | 0               | UCL+UEL+UECL       | 4+4                | 0                  |             | -           | -           | 38     | 3      |        |
| Totale NŠ Mura  | Totale NŠ Mura  | Totale NŠ Mura  | 65         | 7          |                 | 4               | 0               |                    | 15                 | 1                  |             | -           | -           | 84     | 8      |        |
| 2022-2023       | Eupen           | JPL             | 3          | 0          | CB              | 0               | 0               |                    | -                  | -                  |             | -           | -           | 3      | 0      |        |
| Totale carriera | Totale carriera | Totale carriera | 105        | 8          |                 | 6               | 0               |                    | 15                 | 1                  |             | -           | -           | 126    | 9      |        |

## Palmarès

### Club

#### Competizioni nazionali
- Coppa di Slovenia: 2

Olimpia Lubiana: 2018-2019
NŠ Mura: 2019-2020
- Campionato sloveno: 1

NŠ Mura: 2020-2021